# Libějovice (starý zámek)
Starý zámek Libějovice je tvrz přestavěná na zámek v Libějovicích v okrese Strakonice. Renesanční zámek vznikl ve druhé polovině šestnáctého století přestavbou starší tvrze ze druhé poloviny čtrnáctého století. Mezi majitele sídla patřili Malovcové z Malovic, Rožmberkové, Švamberkové a Buquoyové, kteří v osmnáctém století západně od vesnice postavili nový libějovický zámek. Staré sídlo od té doby sloužilo jen úředníkům. Areál starého zámku je chráněn jako kulturní památka.

## Historie
Předchůdcem libějovického starého zámku byla gotická tvrz, za jejíhož zakladatele se považuje Pešek Malovec z Malovic, který vesnici získal okolo poloviny čtrnáctého století. Pešek na své pečeti podle tehdejší módy používal německý přídomek z Liebenberka a jeho potomci se označovali jako Malovcové z Libějovic. Pešek zemřel roku 1384 a jeho nástupcem se stal Diviš z Malovic připomínaný v letech 1374–1389. Po Divišově smrti se majitelem tvrze stal Dobeš Malovec z Libějovic. Na svých pozemcích zakládal rybníky a hned roku 1389 prodal řadu vesnic, dvory v Libějovicích a Hvožďanech (oba se třemi lány), rybník Štítov a mlýn Požeraz příbuzným Janovi z Malovic, Jarošovi z Drahonic a Petrovi z Březí. Později snad prodal celé Libějovice, protože roku 1410 sídlil v Radomilicích.
Další zprávy o Libějovicích jsou až ze druhé poloviny patnáctého století, kdy zde sídlil Diviš Malovec ve službách krále Jiřího z Poděbrad. V době, kdy Jan z Rožmberka stál na katolické straně proti králi, Diviš plenil helfenburské panství. Za své služby získal funkci rady komorního soudu, kterou zastával až do roku 1489. Majetek po Divišovi přezval Léva Malovec, který snad byl jeho synem. Ještě v roce 1514 zastával funkci hejtmana Prácheňského kraje, ale roku 1523 už byl mrtvý. Z jeho pěti synů byli v té době plnoletí pouze Diviš a Bohuslav, ale druhý z nich brzy zemřel. Diviš potom s mladšími bratry Zikmundem, Pavlem, Mikulášem a Vojtěchem vlastnili libějovický statek v nedílu. Kromě Libějovic jim patřily vesnice Hvožďany, Chřepice, Újezdec, Chvalšovice, Chelčice, část Lhoty a kmecí dvůr v Truskovicích, ale panství se přikupováním sousedních statků rozrůstalo.
Dne 21. března 1548 už žili jen Diviš, Zikmund a Pavel, kteří se o majetek rozdělili. Libějovice si ponechal Diviš, kterému připadly také Hvožďany, Chelčice a Chřepice. Časem se velmi zadlužil, a proto se dohodl s Vilémem z Rožmberka, že mu spolu s Pavlem prodají své statky (Pavel vlastnil Malovice). Diviš oba statky předal v srpnu roku 1559, ale vzhledem k výši jeho dluhů nedostal žádné peníze. Mohl pouze dále žít v Libějovicích a ve své závěti odkázat tři tisíce kop grošů. Zemřel v roce 1562 a peníze odkázal bratru Zikmundovi.
Rožmberkové v Libějovicích nesídlili, ale Vilém z Rožmberka nechal starou tvrz přestavět na renesanční zámek. Petr Vok z Rožmberka libějovický zámek odkázal svému synovci Janovi Zrinskému, který zde sídlil od roku žil do své smrti dne 24. února 1612. Podle starších smluv Libějovice zdědil Jan Jiří ze Švamberka a připojil je ke svému třeboňskému panství.

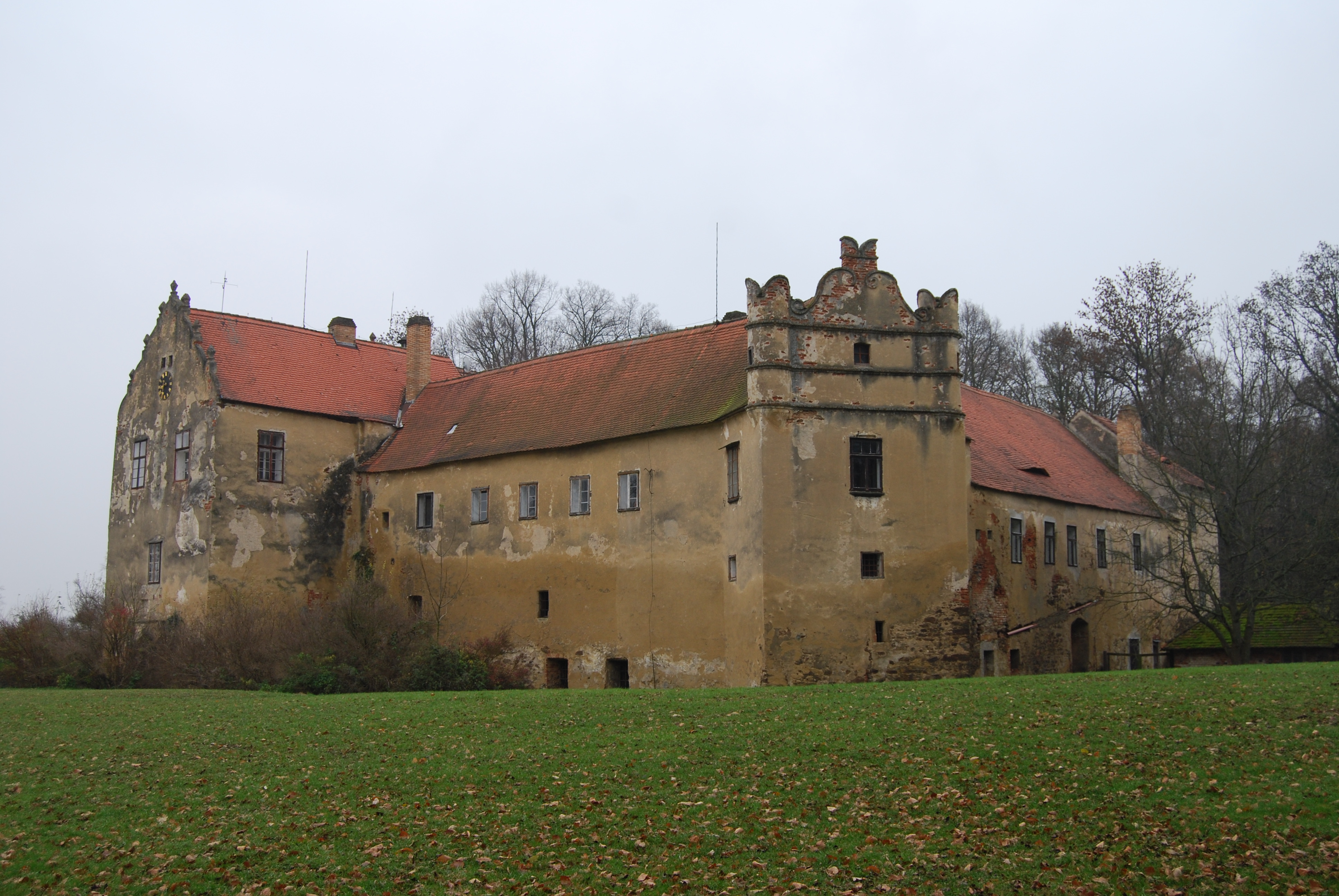
Renesančním štít v severovýchodním nároží

Švamberkové se zúčastnili stavovského povstání v letech 1618–1620, za což byli odsouzeni ke konfiskaci majektu. Roku 1623 libějovické panství získal hrabě Karel Bonaventura Buquoy. Karel Kajetán Buquoy nechal zámek v letech 1715–1718 opravit, ale po dokončení nového zámku už ve starém sídle byly pouze kanceláře a byty úředníků. V letech 1800–1861 byla v jedné přízemní místnosti škola. V devatenáctém století zámek občas navštěvovali Julius Zeyer, František Herites a Otokar Mokrý. Ve druhé polovině dvacátého století zámeckou budovu s byty spravoval libějovický místní národní výbor. V roce 2017 byl zámek opraven.

## Stavební podoba
Zámek má čtyři jednopatrová a dvoupatrová křídla postavená kolem lichoběžníkového nádvoří, do něhož se vjíždí gotickou branou s hrotitým portálem a vpadlinou pro padací most v severním křídle. Vnějšími dominantami severního průčelí a nárožního arkýře jsou obloučkové renesanční štíty. V průjezdu, ale i dalších prostorách, se dochovaly gotické a renesanční valené klenby. Na východní straně nádvoří jsou arkády nesené čtyřbokými sloupy a v prvním patře severního křídla se dochoval renesanční pravoúhlý profilovaný portál.